# Henk Sijnja
Henk Sijnja (Bandoeng (Nederlands-Indië), 2 december 1919 – Rotorua (Nieuw-Zeeland), 26 april 1997) was een Nederlandse verzetsstrijder in de Tweede Wereldoorlog. Hij was actief binnen het Wageningse studentenverzet. Hij is vooral bekend vanwege zijn betrokkenheid bij de overval op het Wageningse bevolkingsregister en de liquidatie van Cornelis Iprenburg.

## Levensloop
Sijnja rondde in 1938 de HBS af aan het Christelijk Lyceum Zeist. In oktober 1940 kwam hij aan de Lawickse Allee 10 wonen vanwege zijn studie aan de Landbouwhogeschool.
In Wageningen sloot Sijnja zich aan bij de Ordedienst (OD). De OD was een organisatie die vooral bestond uit Nederlandse militairen die zich voorbereidden om het vacuüm dat zou ontstaan na een Duitse nederlaag in te vullen. In tegenstelling tot veel afdelingen pleegde de OD-groep in Wageningen wel actief verzet. Het hoofdkwartier van de Wageningse afdeling van de OD bevond zich op boerderij De Wolfswaard, waar o.a. Zwaantje Bosman (tante Zwaan) en haar zoon Jan van Roekel woonden.

### Overval op Wageningse bevolkingsregister
De Duitse bezetter had in december 1942 het hoofd van de inspectie van de bevolkingsregisters opdracht gegeven om gegevens te verschaffen over de mannelijke Nederlanders geboren in de jaren 1918-1922 met het oog op tewerkstelling in Duitsland. Sijnja besloot samen met Jan van Roekel en Yge van der Wal het hele bevolkingsregister te laten verdwijnen. Zij kregen hulp van de gemeenteambtenaar Bob Mebius.
In de nacht van 2 op 3 januari 1943 bezochten zij het Wageningse stadhuis en namen alle persoonskaarten achter op de fiets mee. Ze gooiden deze in een moeras. Dit was de eerste overval tijdens de oorlog op een bevolkingsregister. Na ontdekking werd een groep van 21 studenten van de Landbouwhogeschool als gijzelaars overgebracht naar Kamp Amersfoort en later Kamp Vught. Een van hen overleed daar.

### Liquidatie van Cornelis Iprenburg
Sijnja gaf leiding aan een OD-groep. Deze groep was geïnfiltreerd door Cornelis Iprenburg die voor de Wageningse NSB-politiecommissaris Willem Marinus Versteeg werkte. Door het verraad van Iprenburg werden op 5 mei 1943 Marinus Hovestad, Johannes Post, Johannes Sachteleben, Gabriël Smit en Hendrik Jan Timmer aangehouden. Zij kwamen terecht in een concentratiekamp in Duitsland waar Post en Smit de oorlog niet overleefden.
Het Wageningse verzet besloot dat Iprenburg geliquideerd moest worden. Jan Kleyn schoot Iprenburg in de ochtend van 21 oktober 1943 neer in de Kapelstraat. Het schot was niet dodelijk; Iprenburg werd opgenomen in het ziekenhuis. De behandelende arts Jan Boes stond in contact met de Ordedienst en wist te vertellen op welke zaal de verrader lag. In de avond van 27 oktober 1943 bezocht Sijnja gekleed in Duits uniform, afkomstig van een roof in Leeuwarden, het Wageningse ziekenhuis. In een bos bloemen had hij een pistool verstopt. Bij een tweede schot haperde het pistool, maar dat maakte niet meer uit aangezien Iprenburg dodelijk getroffen was. Hij wist de toegesnelde politie nog wel te vertellen dat het niet om dezelfde schutter ging als de eerste keer, voordat hij overleed. Sijnja vluchtte naar buiten waar Mebius met een extra fiets klaar stond. Via Zeist kwam hij terecht op een onderduikadres in Almelo.
De Sicherheitsdienst verdacht Boes van betrokkenheid bij de moord. Hij werd de volgende dag opgeroepen voor verhoor. Bij terugkomst thuis werd hij doodgeschoten door twee Nederlandsche SS'ers. De moord was onderdeel van de Silbertanne Aktion, een codenaam voor een serie moordaanslagen en sluipmoorden die door Nederlandse SS'ers en Nederlandse Oostfrontveteranen werden uitgevoerd.

## Naoorlogse jaren
Na de oorlog vervolgde Sijnja zijn studie. Hij specialiseerde zich in tropische bosbouw. Sijnja was tijdens zijn studie secretaris bij het Wageningsch Studenten Corps. Ook was hij actief bij roeivereniging Argo. In 1951 emigreerde hij naar Nieuw-Zeeland.

## Persoonlijk
Sijnja was getrouwd met Hendrina Barbara Hallegraeff, met wie hij vier kinderen kreeg. In 1994 ontving de verzetsman het Mobilisatie-Oorlogskruis. Hij overleed in 1997 op 77-jarige leeftijd.